# 性腺無形成
性腺無形成（せいせんむけいせい、英: Gonadal agenesis）は、両方の生殖腺を欠く稀な疾患である。
核型が46,XYで、性腺以外の表現型が男性である場合、これは無精巣症（英: Anorchia）と呼ばれ、男児出生20,000人に1人の割合で発生する。核型が46,XXで表現型が女性である場合は、両側卵巣無発生（英: (bilateral) Ovarian agenesis）と呼ばれる。性腺無発生は46,XYの核型を持つ人により多くみられる。
両側の卵巣の欠如は、片側の卵巣の欠如よりもはるかに少ない。両側卵巣無発生は、MRKH症候群やカントゥ症候群と併発することも報告されている。